# Progresso da Lunda Sul
Progresso da Lunda Sul – angolski klub piłkarski z siedzibą w mieście Saurimo, występujący w Giraboli, stanowiącej pierwszy poziom rozgrywek w Angoli.

## Historia
Klub został założony w 2002 roku. W 2014 roku wywalczył awans do pierwszej ligi. W 2015 roku zajął w niej 6. miejsce.

## Reprezentanci kraju grający w klubie
- Wilson Alegre
- Pierre Botayi
- Jack Chileshe
- Vally Monteiro
- Hervé Ndonga
- Ndó
- Bavon Tshibuabua